# Justus Lipsius

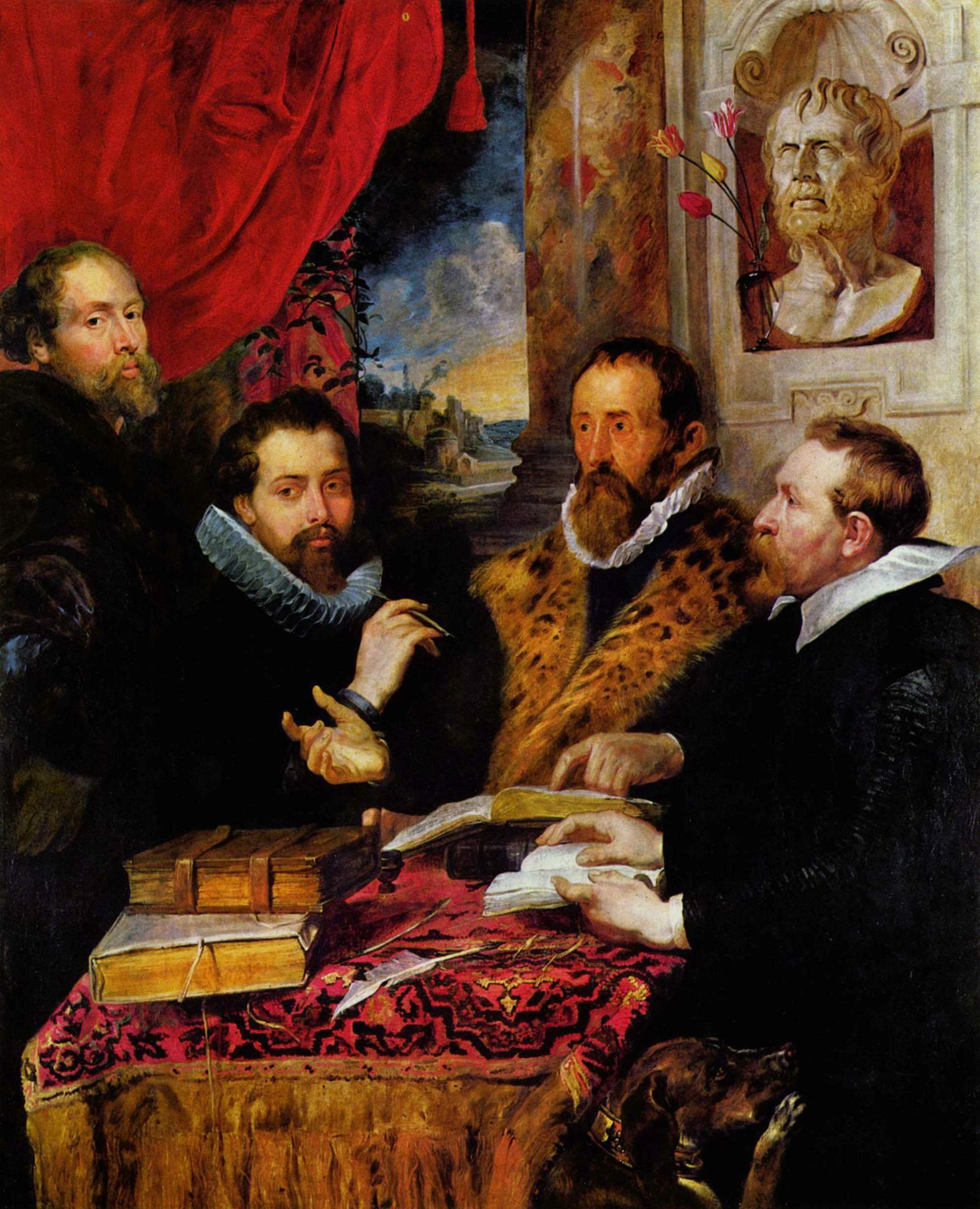
Čtyři filozofové (asi 1615, olej na panelu; 167 x 143 cm, Pitti Palace, Florencie). Jedním z Lipsiových studentů byl Philip Rubens, bratr malíře Petera Paula Rubense. Na jeho portrétu přátel asi z roku 1615, malíř namaloval sám sebe, svého bratra, Lipsia a Jana van den Wouwera, dalšího Lipsiova žáka, (zleva doprava) spolu s Lipsiovým psem Mopsulusem. Busta Senecy za filozofem odkazuje na jeho dílo, zatímco ruiny římského kopce Palatine v pozadí připomínají klasické vlivy. Rubens namaloval podobný portrét přátelství v Mantově kolem roku 1602 (nyní v muzeu Wallraf-Richartz, Kolín nad Rýnem), na které je také zobrazen Lipsius.

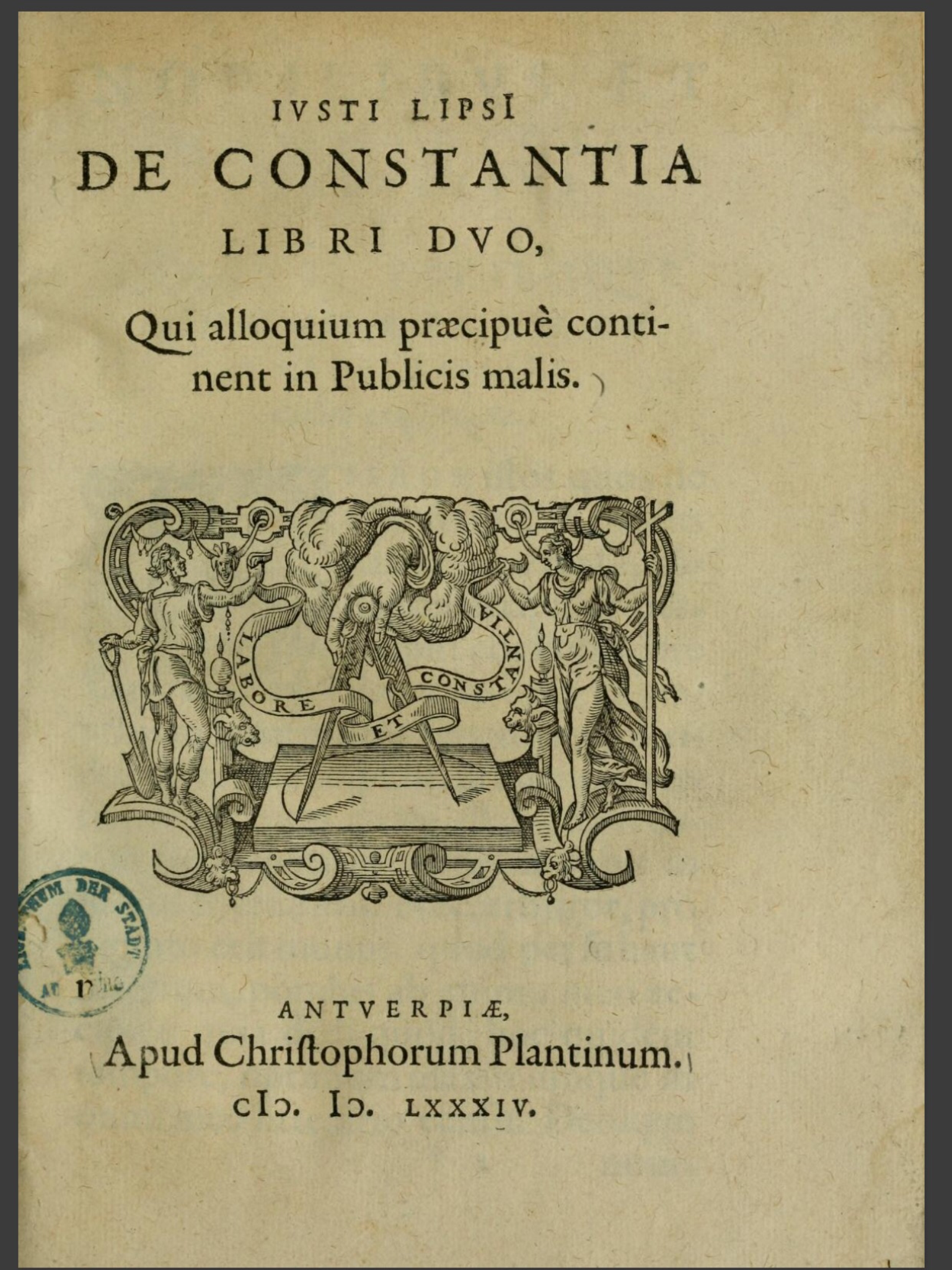
De Constantia (O stálosti v dobách veřejného zla), titulní strana, 1584

Justus Lipsius také Joest Lips nebo Joost Lips (18. října 1547 Overijse, Brabantsko – 23. března 1606 Leuven) byl vlámský filosof a humanista. Zabýval se především oživením stoicismu takovou formou, která by nebyla v rozporu s křesťanstvím. Jeho ideje o postavení člověka ve společnosti měly vliv na utváření moderního pojetí státu. Jeho nejslavnější dílo je De Constantia (O stálosti).

## Životopis
Obec Overijse, kde se Justus Lipsius narodil, je součástí dnešní Belgie. Jeho rodiče ho poslali studovat na jezuitskou vysokou školu v Kolíně nad Rýnem. Když mu bylo šestnáct let začali se obávat že by se mohl stát členem jezuitského řádu. Justus proto přešel na univerzitu v Leidenu.
V roce 1567 vydal svou publikaci Variarum Lectionum Libri Tres, kterou věnoval kardinálovi Antoine Perrenot de Granvelle, což mu vyneslo jmenování tajemníkem a návštěvu Říma v doprovodu kardinála. V Římě Lipsius zůstal dva roky a věnoval svůj volný čas studiu latinských klasiků, shromažďoval texty a zkoumal rukopisy ve vatikánské knihovně. Po návratu z Říma vydal v roce 1575 svou druhou publikaci obsahující kritické texty: Antiquarum Lectionum Libri Quinque.  Ve srovnání s Variae Lectiones vydanou před osmi lety se ukazuje, že postoupil od pojmu konjunkce (dohadná emendace) k pojmu kompletace.

## Akademická kariéra
V roce 1570 cestoval Burgundskem, Německem, Rakouskem a Čechami. Na univerzitě v Jeně působil více než rok jako učitel. Předpokladem byl jeho souhlas s luteránskou církví. Na cestě zpět do Leuvenu pobýval nějaký čas v Kolíně nad Rýnem, kde se zase musel chovat jako katolík. Poté se vrátil do Leuvenu. Neustálé boje Nizozemska proti španělské nadvládě trvající od roku 1568 do roku 1648, zvané osmdesátiletá válka jej záhy donutila uchýlit se do Antverp v severním Nizozemsku, kde jej v roce 1579 nově založená univerzita v Leidenu jmenovala profesorem historie. Na univerzitě zastával funkci rektora. V Leidenu Lipsius strávil jedenáct let. Bylo to období jeho největší produktivity. V té době pracoval na publikaci o Senecovi a Tacitovi a vydal i řadu jiných prací. Některé byly určeny pro vědecké studium, jiné byly sbírkami klasických autorů a jiné byly napsány v obecném zájmu. Jedna z těchto prací je jeho pojednání o politice Politicorum Libri Sex z roku 1589. V pojednání dokazuje, že přestože je veřejným učitelem v zemi, která vyznává toleranci, neodchýlil se od státní protireformační politiky španělského guvernéra v Nizozemí Fernanda Álvarez de Toledo a Filipa II. Španělského. Napsal, že vláda by měla podporovat pouze jedno náboženství a vyhnat nesouhlasící ohněm a mečem. Toto prohlášení nesmiřitelného katolíka Lipsia vystavilo mnoha útokům, ale opatrné úřady v Leidenu jej ochránili uveřejněním prohlášení, že jeho výraz "Ure, seca" (Palte a řežte) byl pouhou metaforou pro energické zacházení s jinověrci.

## Pozdní život
Na jaře 1590 opustil Lipsius Leiden pod záminkou léčebného pobytu v lázních. Vybral si lázně v Mohuči, kde se usmířil s římskokatolickou církví. Tento smír velice zaujal katolický svět a Lipsius dostával mnoho pozvání od dvorů a univerzit v Itálii, Rakousku a Španělsku. On ale raději zůstal ve své vlastní zemi a nakonec se usadil v Lovani (Leuvenu) jako profesor latiny v Collegium Buslidianum. (Jinak zvaná Collegium Trilingue, nebyla formálně součástí univerzity v Leuvenu, ale byla založena skupinou humanistů, kteří chtěli šířit humanismus a oživení klasiků (konkrétně literae humaniores), které nebyly v té době na středověké univerzitě Leuven přednášeny. Colleguim podporovalo výuku tří starověkých jazyků: latiny, řečtiny a hebrejštiny.) Lipsius neočekával, že bude ještě někdy učit. Byl jmenován do funkce soukromého poradce a historiografa španělského krále Filipa II. Pokračoval v publikování jako předtím, jeho stěžejní práce jsou De militia romana z roku 1595 a Lovanium z roku 1605, zamýšlené jako úvod do obecné historie Brabantu. V roce 1606 Lipsius v Lovani zemřel.

## Odkaz
Sídlo bývalého ředitelství Evropské rady (2004–2017) a Rady Evropské unie (1995–2017), budova Justus Lipsius, nese jeho jméno. Budova je stále používána oběma institucemi pro kanceláře a schůzky na nízké úrovni, a tak se jméno Justus Lipsius v lexikonu EU mnohokráte objevuje.
V roce 2006 byla jeho podobizna vybrána pro speciální edici pamětních mincí ražených ve zlatě a stříbře v hodnotě 10 eur. Mince byly vydány v Belgii. Revers mince ukazuje jeho portrét spolu s datem narození a úmrtí (1547–1606).

## Lipsius jako politik
Německý historik Gerhard Oestreich napsal, že Lipsiovy představy o ideálním občanovi, člověku, který jedná podle rozumu, je odpovědný sám za sebe, má kontrolu nad svými emocemi a je připraven bojovat, našel široké přijetí v turbulentních dobách reformace. Lipsiův názor převedený na politiku, byl postaven na základě racionalizace státu a jeho vládního aparátu, autokratické vlády prince, disciplíny rozdělované subjektům a silné vojenské obrany. Tyto zásady by položily základ vojenské revoluci, která proměnila první evropské válčení a poté vnitřní organizaci samotných evropských států. Tyto Oestreichovy závěry se setkaly s jistým skepticismem v akademické obci a představa, že Lipsiovy politické myšlenky měly rozhodující vliv na politický vývoj a vojenské reformy v Nizozemské republice, byla zpochybněna.

## Dílo

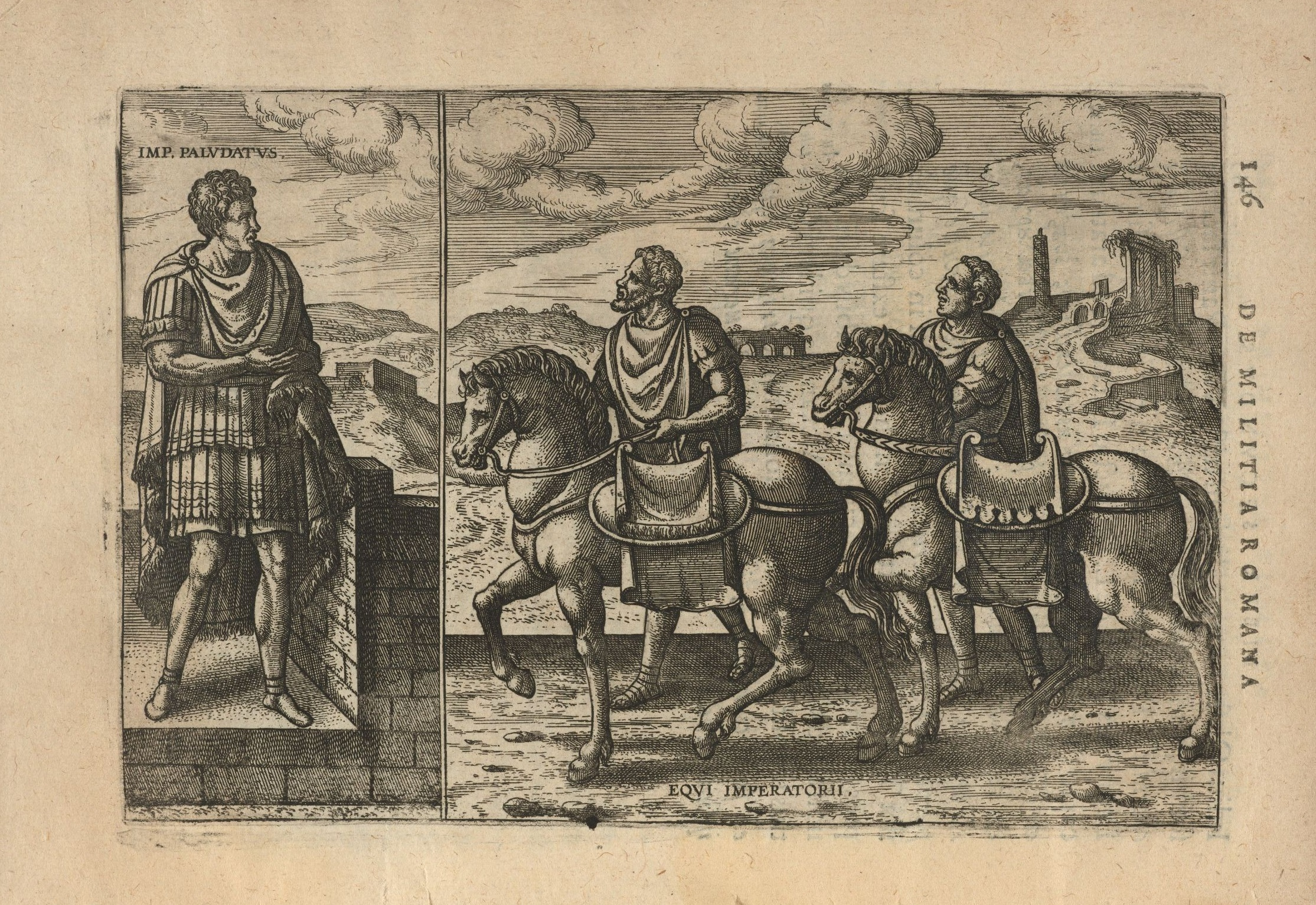
Ilustrace k De militia romana libri quinque, 1596

- Variarum Lectionum Libri Tres (1567)
- De Constantia Libri Duo, Qui alloquium praecipue continent in Publicis malis (Antverpy: Plantijn, 1584)
- On Constancy / De Constantia, editor: John Sellars, překlad: John Stradling (1594), (Exeter: University of Exeter Press, 2006).
- Politicorum sive Civilis Doctrinae Libri Sex (Leiden: Plantijn-Raphelengius, 1589)[5]
- De militia romana (Antverpy: Plantijn-Moretus 1595)
- Admiranda, sive de Magnitudine Romana Libri Quattuor (Antverpy: Plantijn-Moretus, 1598)[6]
- De bibliothecis syntagma (Antverpy: Plantijn-Moretus, 1602)
- Manuductionis ad Stoicam Philosophiam Libri Tres, L. Annaeo Senecae, aliisque scriptoribus illustrandis (Antverpy: Plaintijn-Moretus, 1604)
- Annaei Senecae Philosophi Opera, Quae Exstant Omnia, A Iusto Lipsio emendata, et Scholiis illustrata (Antverpy: Plantijn-Moretus, 1605)